# Emi Koussi

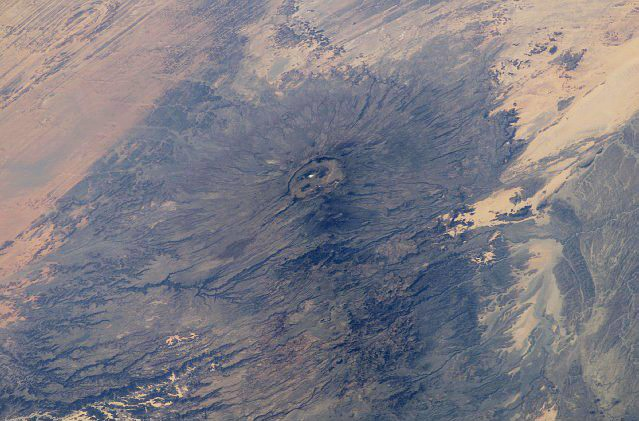
Emi Koussi dalla ISS

Emi Koussi è un alto cono piroclastico vulcanico che si trova nella parte meridionale del Tibesti, nel centro del Sahara, nel nord del Ciad.
Il vulcano è uno dei numerosi presenti nella catena del Tibesti ma è, con i suoi 3415 metri, la cima più alta del Ciad e dell'intero Sahara. Si erge per 2,3 km al di sopra della piana circostante ed ha una larghezza variabile tra i 60 e gli 80 km.